# 小行星9177
小行星9177（英語：9177）是一颗围绕太阳公转的小行星。1990年12月18日，埃莉諾·赫琳在帕洛马山发现了此天体。
这颗小行星的绝对星等为128.2510154743252等。